# Droguetia debilis
Droguetia debilis är en nässelväxtart som beskrevs av Alfred Barton Rendle. Droguetia debilis ingår i släktet Droguetia och familjen nässelväxter. Inga underarter finns listade i Catalogue of Life.